# Ил-14
Ил-14 (по кодификации НАТО: Crate — «Ящик» или «Контейнер») — советский ближнемагистральный самолёт 3-го класса. Разработан в конце 1940-х годов для замены устаревшего самолёта Ли-2, как дальнейшее развитие технических решений, реализованных в самолёте Ил-12. Последний советский пассажирский лайнер с поршневыми двигателями.
Первый полёт Ил-14 совершил 13 июля 1950 года.

## История создания
В конце 1946 года, по окончании госиспытаний Ил-12, ОКБ С. В. Ильюшина приступило к созданию пассажирского самолёта, способного обеспечить безопасное завершение взлёта после отказа одного из двигателей. По аэродинамическим и компоновочным особенностям первый вариант нового самолёта - Ил-14 -повторял самолёт Ил-12, отличаясь от него только несколько бо́льшими размерами и массой. На Ил-14 предполагалось установить два поршневых двигателя воздушного охлаждения АШ-73 с взлётной мощностью по 2400 лошадиных сил.
Однако данный проект не был реализован, так как выяснилось, что простое увеличение энерговооружённости окончательно не решает проблему продолженного взлёта, но сильно усложняет путевую балансировку при отказе двигателя на взлёте.
Проблема продолженного взлёта на одном двигателе была решена путём аэродинамических улучшений при незначительном повышении мощности двигателя АШ-82ФН (всего на 50 л. с.): было спроектировано новое крыло, изменена его взлётно-посадочная механизация: на нём устанавливали только закрылки, и его аэродинамическое качество с выпущенными закрылками в диапазоне от скорости отрыва до 175 км/ч стало выше, чем у крыла Ил-12, что позволяло самолёту быстрее отрываться от земли и набирать высоту. Дополнительному уменьшению лобового сопротивления самолёта на взлёте способствовало сокращение времени уборки шасси и изменения шага воздушного винта. Сохраняя компоновочные особенности пассажирской кабины самолёта Ил-12 на 18 пассажирских мест, новый самолёт имел значительно более передний диапазон эксплуатационных центровок, равный 12-19 % САХ (по сравнению с 19-22 % на Ил-12), что улучшило устойчивость самолёта на земле и позволило отказаться от хвостовой опоры.
Первый опытный Ил-14 был построен с крылом и оперением Ил-12. На нём отрабатывалась новая гидросистема, усовершенствованный механизм закрытия створок шасси, комплексная воздушно-тепловая противообледенительная и отопительная система.
Первый полёт опытного Ил-14 с поршневыми двигателями АШ-82ФН был совершён 13 июля 1950 года под командованием Владимира Коккинаки. Полёт продолжался всего 15 минут из-за высокой температуры в теплообменниках воздушно-тепловой системы.
Для второго опытного экземпляра Ил-14, получившего обозначение Ил-14П, была спроектирована новая выхлопная и воздушно-тепловая системы, объединённые в единый агрегат; для улучшения управляемости на малых скоростях площадь вертикального оперения Ил-14П была увеличена на 17 %. Также был улучшен обзор из кабины путём увеличения передних и боковых стёкол.
1 октября 1950 экипаж Коккинаки совершил первый полёт на Ил-14П с двумя двигателями АШ-82Т.
Владимиром Коккинаки была проведена работа по исследованию взлёта Ил-14П с одним работающим двигателем и управляемости на критических режимах. Начиная с Ил-14, данные испытания стали обязательными для всех многомоторных советских самолётов.
Государственные испытания самолёта начались 2 декабря 1951 года и завершились 30 августа 1952 года. По результатам госиспытаний было отмечено, что Ил-14 по технике пилотирования и выполнению посадки проще, чем Ил-12.
В августе 1952 года начались эксплуатационные испытания самолёта в различных метеоусловиях (продолжительность испытаний — 13 августа − 13 октября 1952 года). Ил-14П зарекомендовал себя как надёжный, безопасный, простой в управлении и в обслуживании, способный взлетать и садиться на небольших аэродромах с грунтовым покрытием, экономичный самолёт. По сравнению с Ил-12, максимальная скорость Ил-14П увеличилась на 30 км/ч. По результатам эксплуатационных испытаний самолёта Ил-14П было сделано заключение о том, что Ил-14П с двумя двигателями АШ-82Т пригоден для использования на линиях ГВФ.
22 ноября 1952 года Ил-14П был предъявлен на контрольные испытания в ГК НИИ ВВС, по окончании которых (30 декабря 1952 года) был рекомендован к запуску в серийное производство.
1 апреля 1953 года Совет Министров СССР принял постановление № 947—407сс о запуске Ил-14П в серийное производство на авиазаводе № 84 в Ташкенте Производство самолёта было организовано к осени 1953 года.. 
Позднее (в 1954 году) документация для серийного производства ИЛ-14П была передана в ЧССР, где они выпускались под обозначением АВИА-14, а также в ГДР.

## Модификации
| Название модели                   | Краткие характеристики, отличия. |
| --------------------------------- | --- |
| Ил-14-ЗОД                         | Транспортно-десантный самолёт. |
| Ил-14Г                            | Грузовой вариант Ил-14М, с грузовой дверью на правом борту и с усиленным полом, рассчитанный на перевозку 3500 кг. |
| Ил-14ЛЛ                           | Летающие лаборатории, большинство разрабатывалось и строилось на авиазаводе № 407 в городе Минске. Лётно-исследовательские комплексы ЛИК-1 и ЛИК-2, ледовые и арктические разведчики, пограничные, лаборатории специального назначения, метеоразведчики. Несколько ЛЛ построено в ГДР по программе создания самолёта 152 и в ЧССР для отработки двигателя М-601. |
| Ил-14М                            | Модернизированная пассажирская машина. Передняя часть фюзеляжа удлинилась на 1 метр, была осуществлена внутренняя перекомпоновка оборудования. При этом удалось разместить больше пассажиров: вначале 24, а затем 28 и 36. |
| Ил-14П                            | Первый вариант самолёта с пассажирской нагрузкой 18 человек, при полётном весе 16 513 кг. |
| Ил-14С, Ил-14ПС, Ил-14СИ, Ил-14СО | Варианты для перевозки высокопоставленных лиц. С компоновкой пассажирской кабины по типу салон или полусалон. Отличались повышенным комфортом и планировкой пассажирского салона. |
| Ил-14Т                            | Транспортный вариант базового Ил-14. На левом борту устанавливалась большая двухстворчатая грузовая дверь с "калиткой" и узлы под центропланом для наружной подвески грузов. |
| Ил-14ФК и Ил-14ФКМ                | Самолёты для аэрофотосъёмки. Первые в СССР самолёты, оснащённые аэрофотоаппаратурой и специальным пилотажно-навигационным оборудованием.Были установлены три аэрофотоаппарата, которые управлялись двумя операторами. В самолёте были сделаны фотолюки, а на потолке кабины установлен монорельс с лебёдкой для подъёма аэрофотоаппаратов.                       |

## Производство
Серийный выпуск:
Завод № 84 (Ташкент)
- Ил-14: 1954 год — 28 самолётов, 1955 год — 52 самолёта, 1956 год — 115 самолётов;
- Ил-14П: 1957 год — 117 самолётов, 1958 год — 1 самолёт;
- Ил-14Т: 1956 год — 10 самолётов, 1957 год — 26 самолётов, 1958 год — 29 самолётов.

Завод № 30 (Москва)
- Ил-14П: 1956 год — 249 самолётов, 1957 год — 114 самолётов, 1958 год — 2 самолёта.;
- Ил-14Т: 1956 год — 23 самолёта, 1957 год — 205 самолётов, 1958 год — 63 самолёта;
- Ил-14ФК: 1957 год — 25 самолётов, 1958 год — 6 самолётов.

Завод Avia (Чехословакия)
- Всего — 203 самолёта. Небольшой серией выпускались самолёты АВИА-14-42 "Супер" , рассчитанные на 42 пассажирских места.[13]

Дрезденский авиазавод (ГДР)
- Всего — 80 самолётов.

Общее количество произведённых Ил-14: 1348 самолётов (СССР — 1065, Чехословакия — 203, ГДР — 80), из которых на экспорт было поставлено не менее 500 единиц.
По другим данным, всего выпущено в СССР в 1952-58 гг. свыше 3500 экземпляров всех моделей.

## Эксплуатация
Регулярные перевозки пассажиров на самолётах Ил-14П начались 30 ноября 1954 года. В 1955 году во время визитов советской правительственной делегации в Индию, Бирму и Афганистан десять самолётов Ил-14П пролетели в общей сложности по 22 500 км. Ил-14П в середине 1950-х годов стал основным магистральным самолётом Аэрофлота. Самолёты Ил-14П (18 пассажирских мест) и Ил-14М (24 места) до начала 1960-х являлись основными типами советских пассажирских самолётов на магистральных внутренних и международных воздушных линиях. После внедрения на авиалиниях СССР турбовинтовых пассажирских самолётов Ан-24, Ил-14 стали использоваться на местных воздушных линиях. Пассажировместимость на Ил-14П постепенно повышалась от 24 до 32 мест, Ил-14М — от 28 до 36 мест.
Самолёты Ил-12 и Ил-14 составили значительную эпоху в развитии советской гражданской авиации: рост парка этих самолётов, возрастание интенсивности их движения привели к увеличению объёма пассажирских авиаперевозок в стране. Совершенная радионавигационная аппаратура в сочетании с созданием комплекса наземных радиотехнических средств позволила лётчикам Аэрофлота быстро освоить регулярные полёты с пассажирами в сложных метеорологических условиях и ночью с выполнением захода на посадку по приборам, что превратило гражданскую авиацию в один из основных видов пассажирского транспорта.
С середины 1960-х на смену самолётам Ил-14 стали приходить современные турбовинтовые лайнеры Ан-24. В 1970-х годах продолжалась эксплуатация самолётов семейства Ил-14 на местных воздушных линиях в ряде регионов СССР (особенно на Крайнем Севере и в Сибири), а также для обслуживания экспедиций в Антарктиде, они поддерживали связь между Большой землёй и полярными станциями, вели разведку льдов и проводку в них морских судов, также на эти самолёты устанавливали два дополнительных топливных бака для беспосадочной связи между советскими антарктическими станциями, удалёнными друг от друга на расстояние до 4000 км. С 1979 года на местных воздушных линиях самолёт Ил-14 стал заменяться самолётом L-410UVP.
В 1980-х годах начался постепенный вывод из состава Аэрофлота самолётов типа Ил-14, однако они ещё применялись для служебных транспортных перевозок в военной и экспериментальной авиации, а отдельных регионах ещё даже возили пассажиров. Массовое списание остававшихся в строю Ил-14 было проведено в конце 1980-х — начале 1990-х годов. Из регулярной пассажирской эксплуатации «Аэрофлота» Ил-14 был официально снят в 1989 году, отработав на регулярных линиях 35 лет.
Столь долгий срок службы самолётов этого типа, (а к началу 1990-х годов последним построенным в конце 1950-х лётным экземплярам Ил-14 перевалило за 30 лет), объясняется отсутствием самолётов аналогичного класса с поршневыми двигателями, а также последующих моделей, которые смогли бы его заменить, как это было в своё время с Ил-12, который Ил-14 и заменил. Одномоторный Ан-2 был более лёгким типом воздушного судна с меньшей грузоподъёмностью и количеством мест для пассажиров, да и менее комфортабельным, а турбовинтовой Ан-24 более сложным в обслуживании. Ил-14 долгое время служил военным и гражданским специалистам в том числе и на Севере, а из-за своих характеристик, неприхотливости и надёжности в работе был незаменим в Арктике. Поэтому назначенный ресурс самолёта постоянно продлевался:
- 1957 — 3000 часов
- 1961 — 5000 часов
- 1962 — 10000 часов
- 1963 — 15000 часов
- 1966 — 25000 часов
- 1969 — 30000 часов
- 1972 — 35000 часов

Ремонт Ил-14 производился с 1953 года на авиаремзаводе № 402 (Быково), с 1957 года — на авиаремзаводе № 407 (Минск). 
19 декабря 1984 года был издан приказ министра гражданской авиации СССР №268, в котором, в частности, говорилось:

 В 1985 – 1986 годах начинается массовое списание самолетов Ил-14 в связи с отработкой календарного срока службы, что обусловит резкое снижение потребности в их ремонте.
Ввиду производственной и экономической целесообразности и ограниченным отходом самолетов в ремонт в 1987 году,
ПРИКАЗЫВАЮ:

1. Прекратить ремонт самолетов Ил-14 на заводе №407 ГА с 1 июля 1986 года и двигателей АШ-82Т на заводе №404 ГА в 1987 году...

## Боевое применение
Суэцкий кризис
28 октября 1956 года, за один день до начала вторжения, ВВС Израиля попробовали провести операцию по убийству главнокомандующего вооружёнными силами Египта — генерала Абделя Хаким Амера. Ими предполагалось, что в этот день он будет возвращаться на одном из двух самолётов Ил-14, которые ранее приземлились в Сирии. Израильский реактивный истребитель Gloster Meteor (бортовой номер 52) вылетел с авиабазы Тель-Ноф для осуществления спецоперации. Над Средиземным морем на высоте чуть более 3 км им был перехвачен египетский самолёт Ил-14 (бортовой номер 1101). Пытаясь атаковать «Ил» пилот израильского «Метеора» несколько раз срывался в штопор, однако в последней атаке ему удалось попасть в цель, при этом истребитель опять попал в штопор. Израильский пилот смог вывести из штопора свой самолёт менее чем в 100 метрах от воды. Загоревшийся Ил-14 пролетел ещё некоторое расстояние и рухнул в море. Все 16 человек, находившихся на борту, погибли. Позже выяснилось, что убить генерала Амера не получилось, так как его не было на борту «1101» и он возвращался на другом самолёте. Израильтяне после этого заявили, что, тем не менее, они вероятно убили каких-нибудь офицеров египетской армии.
Шестидневная война
Ил-14 имелись у арабской стороны конфликта 1967 года.
По данным одних источников, израильские истребители могли сбить до четырёх египетских Ил-14. По другим данным, израильскими истребителями «Мираж III» был поражён лишь один Ил-14, (с бортовым номером 1047), но сбить его не удалось. В результате нападения один член экипажа был убит, однако, египетский пилот майор Махмуд аль-Сайед на повреждённом самолёте смог совершить успешную вынужденную посадку возле Фаида.
В российских источниках указывается, что в ходе израильского вторжения не менее 24 египетских самолётов Ил-14 были уничтожены на земле ударами израильских ВВС. Американский историк Лон Нордин (Lon Nordeen) указывал что цифра 24 основана на заявлениях израильтян, и что это общее количество «Илов» заявленное уничтоженными, а не только на земле.
Война за независимость Алжира
В ходе войны за независимость Алжира советские Ил-14 использовались для доставки оружия алжирским повстанцам, по крайней мере один самолёт был сбит французами.
Война в Лаосе
Применялся советскими ВВС. Известно об одном Ил-14, сбитом зенитной артиллерией, и нескольких повреждённых (в том числе американскими истребителями).

## Операторы Ил-14

### Гражданские
- Аэрофлот, Balkan Bulgarian Airlines, CAAC, Czech Airlines, Cubana, Interflug, JAT Yugoslavia, LOT, Malev, Mongolian Airlines - UVS-MNR Air Mongol, Tabso (Болгария) , Tarom, Ukamp North Korea и Yemen Airlines.

### Военные
- Албания, Алжир, Афганистан, ГДР, Египет, Индия, Индонезия, Ирак, Камбоджа, Китай, Конго, КНДР, Куба, Мали, Польша, Сирия, СССР, Чехословакия, Югославия, Южный Йемен.

### Общая численность по странам
Эксплуатировался в авиакомпаниях и ВВС 31 страны мира.
| Албания    | 4   |
| Афганистан | 8   |
| Бирма      | 2   |
| Болгария   | 17  |
| Венгрия    | 57  |
| Вьетнам    | 3   |
| Гана       | 3   |
| Гвинея     | 7   |
| ГДР        | 80  |
| Индия      | 2   |
| Индонезия  | 10  |
| Ирак       | 1   |
| Йемен      | 1   |
| КНР        | 140 |
| КНДР       | 5   |
| Конго      | 1   |
| Камбоджа   | 2   |
| Куба       | 21  |
| Мали       | 2   |
| Монголия   | 7   |
| Нидерланды | 1   |
| Польша     | 18  |
| Румыния    | 10  |
| Сирия      | 6   |
| ЧССР       | 31  |
| Югославия  | 7   |

Точная численность в Египте и Непале неизвестна.

## Лётно-технические характеристики
По конструкции Ил-14 является монопланом-низкопланом с прямым крылом, однокилевым оперением и двумя поршневыми двигателями. Шасси трёхстоечное с опорой на переднюю стойку.
| Параметр                        | Показатель                                      |
| ------------------------------- | ----------------------------------------------- |
| Длина, м                        | 21,31 (Ил-14П), 22,31 (Ил-14М и поздние модели) |
| Размах крыла, м                 | 31,7                                            |
| Высота(в хвосте), м             | 7,8                                             |
| Двигатели                       | 2 х Швецов АШ 82T мощностью 1950 л. с.          |
| Макс. скорость, км/ч            | 430                                             |
| Крейсерская скорость, км/ч      | 345                                             |
| Дальность полёта, км            | 1250                                            |
| Высота полёта, м                | 6500 (с кислородным оборудованием)              |
| Вес пустого самолёта, кг        | 12 700                                          |
| Максимальная взлётная масса, кг | 18 500                                          |
| Максимальное число пассажиров   | 36                                              |
| Экипаж                          | 2-5                                             |

## Происшествия
По данным сайта Aviation Safety Network, по состоянию на 2020 год в общей сложности в результате катастроф и серьёзных аварий были потеряны 97 самолётов Ил-14 всех модификаций. Всего в этих происшествиях погибли 1029 человек.

## Галерея
- Рабочие места командира и второго пилота
- Место радиста в Ил-14
- Пассажирский салон Ил-14
- Ил-14М на постаменте в Быкове в единой ливрее Аэрофлота, принятой в 1973 году.
- Ил-14 в ливрее авиакомпании Interflug (ГДР)
- Ил-14 в ливрее авиакомпании CAAC (КНР)

## Сохранившиеся экземпляры
По состоянию на 2016 год в состоянии лётной годности в России и в мире находятся три самолёта. Первый, Ил-14 «Советский Союз» RA-0543G, сохранённый в лётном состоянии, базируется на аэродроме Горелово, Санкт-Петербург. Второй, Ил-14Т «Пингвин» RA-1114K (СССР-91612), совершил первый полёт 01.10.2012 года с аэродрома Мячково и теперь базируется на аэродроме «Орловка» в Тверской области в 170 км от Москвы. Третий, Ил-14Т «Голубая Мечта» ФЛА-01707, восстановленный командой волонтёров, совершил первый полёт в мае 2014 года с аэродрома Тушино в Москве и теперь также базируется на аэродроме «Орловка».

## Памятники
В Головном отраслевом музее истории гражданской авиации. Город Ульяновск. Б/н СССР-06132.
- В киевском Государственном музее авиации экспонируется самолёт полярной авиации Ил-14П.
- В Курганском авиационном музее экспонируется транспортный самолёт Ил-14Т.
- В центре станицы Бриньковская Краснодарского края.
- В городах Бегомль и Светлогорск, Республика Беларусь.(В Светлогорске демонтирован, 29.04.2011 после реставрации установлен в музее Авиатехники, Боровая, Минск)
- В аэропорту Талаги (Архангельск).
- В авиамузее Зинсхайме, Германия.
- На территории музея Вьетнамской народной армии в городе Ханой (списанный Ил-14Т бортовой № VN-C516 авиакомпании «Hang Khong Vietnam»).
- В городе Балашов Саратовской области, на территории ОАО «Рембаза» и на территории БВВАУЛ.
- В аэропорту города Улан-Батор Монголия 47°50′38″ с. ш. 106°46′05″ в. д. (G) (O)
- В городе Куйбышеве, Новосибирской области.
- В посёлке Мыс Шмидта (посёлок городского типа), Чукотский АО.
- В аэропорту города Бургас (Сарафово), Болгария.
- В авиамузее Neuhausen Flugzeugmuseum, Германия.
- В Музейном комплексе УГМК в г. Верхняя Пышма Свердловской области.
- В 1980-е годы был установлен на въезде к аэропорту города Сыктывкара.

## Прочие сохранившиеся экземпляры
- В симферопольском аэропорту — частично разукомплектован, используется как учебный
- На аэродроме в посёлке Фролы, близ Перми, борт СССР-29112 — частично разукомплектован, восстанавливался группой энтузиастов. .

## В кинофильмах
Как один из основных самолётов стран социалистического лагеря 1960-х годов, Ил-14 разных модификаций часто попадал в кадр кинофильмов. Избранная фильмография с участием Ил-14:
- «Испытание верности» (1954).
- «Стюардесса» (1967) — самолёт стюардессы.
- «Разрешите взлёт!» (1971) — посадка без шасси.
- «Антарктическая повесть» (1979).
- «Семьдесят два градуса ниже нуля» (1976) — в Антарктиде.
- «Мишка на Севере» (1979) — в Заполярье.
- «Открытие Антарктиды» (1985) — документальный.
- «Точка возврата» (1986) — в Арктике.
- «Палач» (2014) — посадка в самолёт с бортовым номером СССР-91612.

## Подобные самолёты
- Ил-12
- Convair CV-240
- Martin 4-0-4
- Saab 90 Scandia